# Бейли, Кэтрин Тодд
Кэтрин Тодд Бейли (англ. Catherine Todd Bailey, род. 1951, Индиана) — посол США в Латвии в 2005—2007 годах.
Родилась в Индиане, там же окончила колледж в г. Фрэнклин со степенью бакалавра.
В 1970-х годах переехала в Луисвилл (штат Кентукки), где в течение нескольких лет работала учительницей начальной школы. Затем вела домашнее хозяйство. Работала консультантом организации «Creative Alliance» по общественным отношениям и консультантом Американской ассоциации юристов.
На протяжении многих лет занималась сбором средств в фонд Республиканской партии.
В 1999 году с помощью мужа собрала 550 тысяч долларов для республиканских кандидатов всех уровней. В 2004 году при поддержке Лоры Буш собрала 3,5 миллиона на президентскую избирательную кампанию, став одним из самых результативных «рейнджеров» (собирателей средств) в Республиканской партии.
Обладатель почетного звания «рейнджер Буша», которое присваивается за сборы не менее 200 000 долларов в ходе предвыборной кампании.
Являлась членом Национального комитета Республиканской партии. Приглашалась на обе инаугурации Буша.
Кэтрин также была одним из крупнейших спонсоров кандидата в президенты Соединенных Штатов от республиканцев сенатора Джона Маккейна.
Указывают на её близость с сенатором Митчем Макконелом, с подачи которого она получила посольское назначение в Латвию. С супругой Макконела, министром труда США в 2001—2009 годах Элейн Чао у Кэтрин совместный благотворительный проект «Operation Open Arms» для детей, чьи родители сидят в тюрьмах.
В 2005—2007 годах посол США в Латвии.
Её муж Ирвинг Бейли, также сторонник Республиканской партии, глава компании «Chrysalis Ventures».

## Награды
- Командор ордена Трёх звёзд (20 июня 2007 года, Латвия)[1]